# Mythic Quest
Mythic Quest è una serie televisiva statunitense creata da Charlie Day, Megan Ganz e Rob McElhenney per la piattaforma di video on demand Apple TV+.

## Trama
La serie segue le vicende dei dipendenti di una studio di sviluppo di videogiochi che lavora a Mythic Quest, un popolare MMORPG creato dal direttore creativo dello studio Ian Grimm. Nella prima stagione, il team si prepara al lancio di una grossa espansione del gioco, Raven's Banquet.

## Episodi
| Stagione         | Episodi | Pubblicazione |
| ---------------- | ------- | ------------- |
| Prima stagione   | 9       | 2020          |
| Speciali         | 2       | 2020-2021     |
| Seconda stagione | 9       | 2021          |
| Terza stagione   | 10      | 2022          |
| Quarta stagione  | 10      | 2025          |

## Personaggi e interpreti

### Principali
- Ian Grimm, interpretato da Rob McElhenney: il direttore creativo di Mythic Quest.
- Rachel, interpretata da Ashly Burch: una beta tester.
- Jo, interpretata da Jessie Ennis: l'assistente di David.
- Dana, interpretata da Imani Hakim: una beta tester.
- David Brittlesbee, interpretato da David Hornsby: il produttore esecutivo di Mythic Quest.
- Poppi Li, interpretata da Charlotte Nicdao: capo programmatrice di Mythic Quest.
- Brad Bakshi, interpretato da Danny Pudi: responsabile della monetizzazione.
- C.W. Longbottom (stagioni 1-2), interpretato da F. Murray Abraham: capo sceneggiatore.

### Ricorrenti
- Pootie Shoe, interpretato da Elisha Henig
- Michelle, interpretata da Aparna Nancherla
- Sue Gorgon, interpretata da Caitlin McGee
- Dan Williams, interpretato da John DiMaggio
- Carol, interpretata da Naomi Ekperigin
- Lou, interpretato da Craig Mazin
- Humphrey Ker (stagione 2)
- Chris Naoki Lee (stagione 2)
- Jonathan Wiggs (stagione 2)

### Guest star
- "Doc", interpretato da Jake Johnson
- "Bean", interpretata da Cristin Milioti
- Anthony Hopkins (narratore dell'episodio speciale Everlight)[1]
- Snoop Dogg (stagione 2)[2]
- Derek Waters (stagione 2)[2]

## Produzione

### Sviluppo
Nell'agosto 2018 venne annunciato che Apple aveva ordinato una nuova serie, ancora senza titolo, creata da Rob McElhenney, Megan Ganz e Charlie Day, che figurano tra i produttori esecutivi insieme a Michael Rotenberg, Nicholas Frenkel, Gérard Guillemot, David Hornsby, Jason Altman, David Gordon Green e Danielle Kreinik. La serie venne descritta come una comedy ambientata in uno studio di sviluppo di videogiochi che avrebbe esplorato i rapporti tra i personaggi "in modi divertenti e innovativi". Il titolo della serie venne rivelato nel marzo 2019.

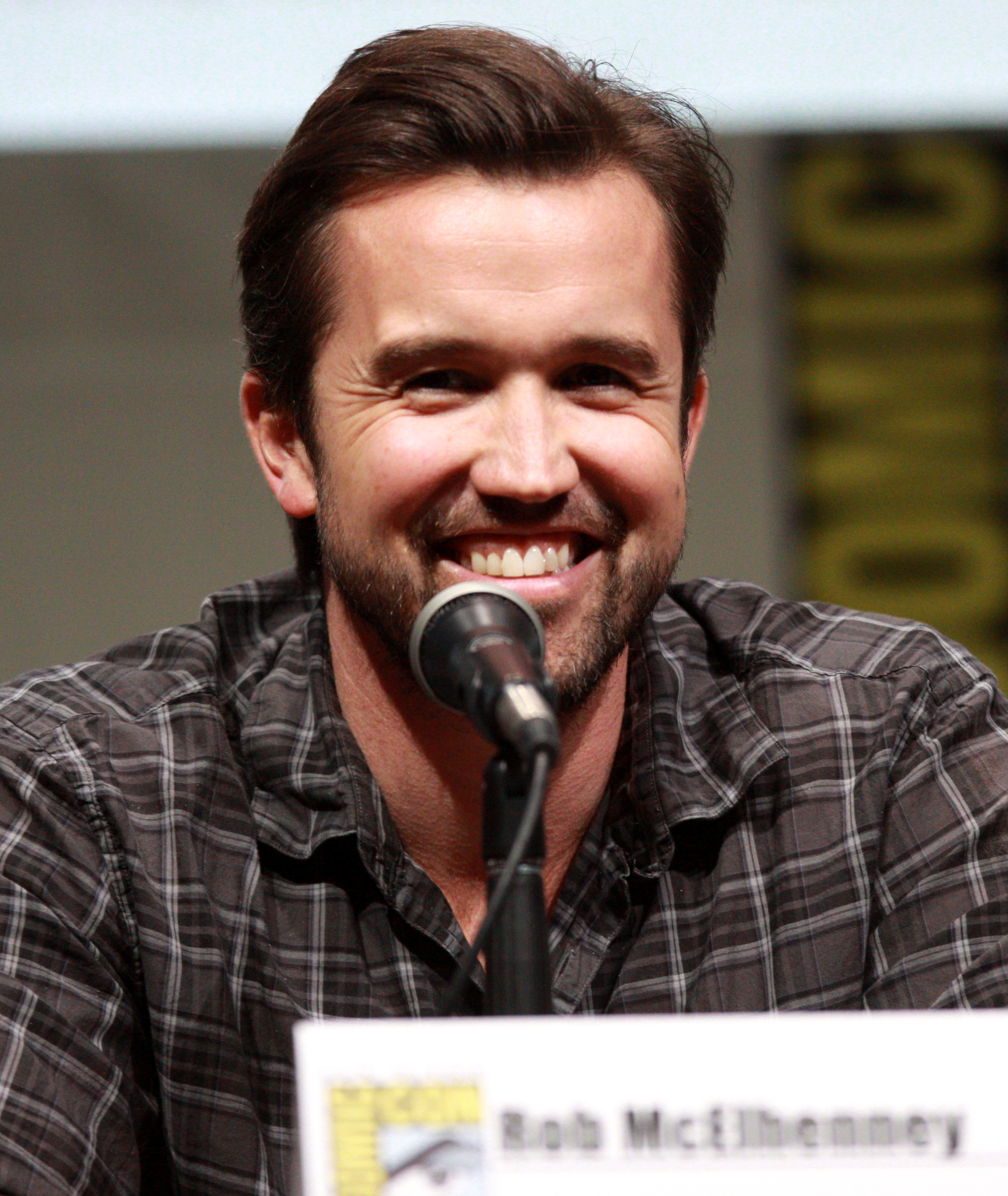
Rob McElhenney, co-ideatore e co-produttore della serie e tra i membri del cast principale.

McElhenney, che figura anche tra gli interpreti principali, iniziò a sviluppare la serie dopo un incontro con l'azienda produttrice di videogiochi Ubisoft, che lo aveva approcciato per realizzare una serie televisiva ambientata nel mondo dei videogiochi. Ubisoft figura tra le case di produzione della serie attraverso la sua divisione Ubisoft Film & Television, e assiste la produzione creando i design dei personaggi del videogioco e fornendo supporto e materiali visivi. Nel gennaio 2020, prima del debutto della prima stagione, Apple annunciò di aver rinnovato la serie per una seconda stagione.
Nel 2025 Apple pubblica uno spin off dal titolo Side Quest, 4 episodi incentrati su impiegati, giocatori e fan di Mythic Quest. Nell'aprile 2025 la serie viene cancellata.

### Casting
Con l'annuncio della serie venne confermato che Rob McElhenney avrebbe fatto parte del cast principale. Nel febbraio 2019 venne annunciato l'ingresso nel cast principale di F. Murray Abraham, Imani Hakim, David Hornsby, Danny Pudi, Ashly Burch, Charlotte Nicdao e Jessie Ennis. Nell'aprile 2022 è stato annunciato che F. Murray Abraham non avrebbe fatto più parte del cast principale dalla terza stagione, in seguito al licenziamento per non meglio specificate accuse di condotta sessuale inappropriata sul set.

### Riprese
Nel 2020, durante la pandemia di COVID-19, venne realizzato Mythic Quest: Quarantine, un episodio speciale interamente scritto, girato e montato da remoto usando gli smartphone iPhone di Apple. Anche le riprese della seconda stagione si tennero durante la pandemia di COVID-19. Variety riportò che durante il periodo di riprese 26 membri della troupe risultarono positivi al COVID-19, rendendo il set della serie quello con più casi in tutta Los Angeles e portando alla sospensione della riprese per due settimane. Nei primi episodi della seconda stagione F. Murray Abraham, data la sua età avanzata, non girò scene sul set, lavorando esclusivamente da remoto. Abraham tornò sul set dopo che aumentarono i tamponi realizzati sul set, "fino a cinque a settimana", e le sue scene vennero girate con cast e troupe ridotti.

## Distribuzione
La prima stagione di Mythic Quest, sottotitolata Raven's Banquet, è stata interamente distribuita il 7 febbraio 2020 sulla piattaforma di video on demand Apple TV+. Un episodio speciale girato in remoto durante la pandemia di COVID-19, sottotitolato Quarantine, è stato distribuito il 22 maggio 2020. Un secondo episodio speciale, Everlight, è stato distribuito il 16 aprile 2021. La seconda stagione ha debuttato il 7 maggio 2021 mentre la terza l'11 novembre 2022. La quarta stagione è andata in onda a partire dal 29 gennaio 2025.

## Accoglienza
La serie è stata accolta positivamente dalla critica. Sull'aggregatore di recensioni Rotten Tomatoes la prima stagione ha un indice di gradimento dell'89%, con un voto medio di 7.66 su 10 basato su 37 recensioni. Il commento del sito recita: "Nonostante faccia troppo affidamento al format della commedia ambientata in ufficio, Mythic Quest: Raven's Banquet è divertente e spicca grazie alla sua esplorazione dell'industria dei videogiochi con intelligenza, premura e sincerità". Su Metacritic la prima stagione ha un voto medio di 73 su 100 basato su 12 recensioni.